# オフィス佐々木
有限会社オフィス佐々木は神奈川県川崎市中原区にある芸能プロダクション。

## 概要
オフィス佐々木は1989年に神山繁の個人事務所として設立。2020年に東京都大田区から移転。

## 所属者
（2020年10月現在）
- 中原丈雄
- 黒木真二
- 近衛はな

## 過去の所属者
- 神山繁（死去）
- 村上弘明（オスカープロモーションへ移籍）
- 眞野あずさ
- 姿晴香（しまだプロダクションへ移籍）
- 真木蔵人
- 島田陽子
- 平野忠彦（死去）
- 目黒祐樹
- 結城美栄子